# آدم‌ربایی بیگانه (فیلم ۲۰۱۴)
آدم‌ربایی بیگانه فیلمی است ترسناک محصول سال ۲۰۱۴ آمریکا و به کارگردانی متی بکرمن. در فیلم رایلی پولانسکی در نقش یک پسر 11 ساله اوتیسمی بازی می کند که مصیبت های خود را به عنوان یک ربوده شده بیگانه ثبت می کند.
رایلی موریس، پسر مبتلا به اوتیسم، در یک سفر خانوادگی در کمپینگ در کوه براون، کارولینای شمالی با پدرش پیتر، مادرش کتی و خواهر و برادرش کوری و جیلیان، یک مجله ویدئویی نگه می‌دارد. در آخرین شب سفرشان، رایلی از جرقه های نور بیرون از چادر مبهوت می شود. بچه ها نورهایی را در آسمان می بینند که به سرعت ناپدید می شوند.
در صحنه‌ای که در میان فیلم‌ها قرار داشت، یک سال بعد یک سرباز ایالتی کارولینای شمالی پیتر را می‌بیند که برهنه، ژولیده و در حالت شوک روی یک پل جمع شده است. سرنوشت بقیه اعضای خانواده نامشخص است، اگرچه نظرات افسر پلیس در رادیو خود نشان می دهد که پیتر تنها عضو خانواده نیست که پیدا شده است.

## خلاصه داستان
خانواده‌ای در تعطیلاتشان با تهدید بیگانه‌ها مواجه می‌شوند…

## بازیگران
● کاترین سیگیزموند در نقش کیتی موریس
● کوری عید در نقش کوری موریس
● رایلی پولانسکی در نقش رایلی موریس
● جیلیان کلر در نقش جیلیان موریس
● جف بوسر در نقش شان
● پیتر هولدن در نقش پیتر موریس
● جردن تورچین در نقش افسر جیمز
● کلی هینمن در نقش پارک رنجر